# 張元孝
張元孝（1502年—？年），字仲立，號太室，河南汝宁府汝陽縣人，民籍。

## 生平
治《詩經》，嘉靖元年（1522年）壬午科河南鄉試第二名舉人，年二十二歲中式嘉靖二年（1523年）癸未科會試第二百六十五名，第三甲第二百四十四名進士。历官户部员外郎，嘉靖十年五月与刑部郎中张臬主考福建乡试。升礼部儀制司郎中，十三年九月被礼部尚书夏言弹劾，被逮入锦衣卫镇抚司诏狱，不久降调外任。十七年官至顺德府知府。

## 家族
曾祖张通。祖父张泰。父张伦。前母陳氏，母游氏。具庆下。弟元忠、元庆、元復。